# ЖРК Зајечар
Женски рукометни клуб Зајечар је женски рукометни клуб из Зајечара, Србија. Клуб је основан 1956. До сезоне 2012/13. се такмичио у Суперлиги Србије, али је током лета 2013. објављено да одустаје од такмичења у наредној сезони.

## Историја
Први женски рукометни клуб у Зајечару је основан 1956. године под именом „КТК Зајечар“. Рукометашице КТК Зајечара су у сезони 1985/86. играле у Првој лиги Југославије.
Мушка и женска екипа из Зајечара су се 2008. ујединиле и од тада се такмиче у јединственом клубу под називом „РК Зајечар“.
Рукометашице Зајечара су у сезони 2008/09. ушле у Суперлигу и у првој сезони заузеле пето место, а тиме такође изборили и учешће у Челенџ купу.
Сезона 2009/10. је била најуспешнија у историји клуба, рукометашице ЖРК Зајечара освојиле су дуплу круну, првенство и куп Србије. Након што су освојиле првенство Србије стекле су право да по први пут играју квалификације за Лигу шампиона у сезони 2010/11., али нису биле успешне па су такмичење наставиле у ЕХФ купу, где су на крају стигле до шеснаестине финала. У сезони 2010/11. су поновиле успех из претходне сезоне и поново освојиле дуплу круну. Наредна 2011/12. сезона доноси највећи успех женског клуба у европским такмичењима, четвртфинале Купа победника купова, а у домаћим такмичењима су освојиле трећу узастопну дуплу круну.
У сезони 2012/13. освојена је четврта дупла круна.
Крајем августа 2013. објављено је да је и женска екипа РК Зајечар одустала од такмичења у Суперлиги Србије због финансијских проблема.

## Успеси

#### Национална такмичења
- Суперлига Србије
  - Првак (4): 2009/10, 2010/11, 2011/12, 2012/13.

- Куп Србије
  - Освајач (4): 2009/10, 2010/11, 2011/12, 2012/13.

### Међународна такмичења
- Куп победника купова
  - Четвртфинале: 2011/12.